# 奉天市地下鐵道

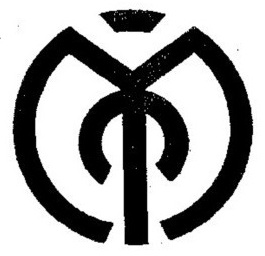
满洲国奉天市徽。奉天地下铁道预定使用该徽记

奉天市地下铁道是满洲国奉天省奉天市（今中华人民共和国辽宁省沈阳市）曾计划在市中心和郊区建造的地铁路线。
1940年，其规划由日本大阪市电气局（今大阪市交通局）设计完成。这个地铁规划如果按期得到实现，将是满洲国内乃至中国大陆第一个地铁线网。然而该规划随着第二次中日戰爭结束，满洲国灭亡而没有实现，成了未成線。
虽然营运者没有明确的记录，但在这个规划的施工协议中用奉天市徽章标示车辆，所以推测该地铁若建好，其营运方应是奉天市。

## 概要

### 背景
奉天市是从古代以来长期在满洲有重要地位的城市，曾作为清朝前身后金的首都和后来迁都之后的陪都。到了近代，由于柳條邊禁令的取消和东清铁路南段开通后铁道附属地的发展，奉天市的规模又进一步扩大。
日俄战争后日本获得了东清铁路南段，作为南滿洲鐵道运营；日本将战争中修建的连接安东和奉天的轻便铁路改修为正式的安奉铁路，连通日占朝鲜和满洲，使奉天成为满洲和日本间重要的中转站和交通枢纽。而随着1932年满洲国成立，满铁托管满洲国国有铁道事业，以及1938年華北交通株式会社的成立，全满洲乃至日本占领区的中国铁路运营权实质上被满铁掌握，沈阳成为了满日中三国的重要枢纽，人口随之增加。
在1938年（康德5年）时，奉天人口达到了78万5320人，成为了人口为首都新京两倍以上的大都市。如果人口以相同趋势增长，经过推算，到达1945年（康德12年）时会达150万人，1960年（康德27年）时会达300万人，并且在这之后人口还将增长。

### 立案
由于奉天市这样的实际情况，就产生了要在奉天市中心建设地下铁道的“奉天市地下铁道”构想。1940年大阪市电气局（今大阪市交通局）受托设计完成了地铁路线。当时东京市和大阪市都已经有了地铁，选择大阪来设计该规划的理由基于现有资料仍不明。有可能是考虑到东京的地铁为民营，而大阪市直接运营和维护地铁。
该方案所考虑的目的有3个：提高市内交通运力、保障市郊的交通以及防空。
首先，这个构想的提出的原因是公共交通的发展赶不上人口的发展。当时的奉天有路面电车，公交车，马车和人力车。虽然现在城市还并不是很拥挤，但是若人口以这种方式一直发展下去，150万、300万，增长的人口所需要的路面电车和公交车的增长不能满足要求。而马车和人力车的增加太多，道路交通将会被瘫痪。而地铁，则可以用于大规模运输，用这种交通工具，则可以应对持续的人口增长。
接着，就是为了保证和周围住宅区的交通。奉天周围已经形成了城郊住宅区，公共交通的缺失令居民的出行十分的不便。特别是从市中心到北部的北陵地区或南部的砂山地区，公交车的通达程度并不足够。更重要的是在奉天的外围有构建卫星城市的构想，就有了建设快速公共交通的必要性。同市郊住宅区加强联系对于城市的发展很重要，而这种目标对于地下铁来说再适合不过了。
第三，建设地铁目的还有防空工程。当时正处日中战争，满洲虽然不是战场，但是需要准备以防发生紧急情况之时。空袭的时候，地上运行的公共交通将被尽数破坏。地下铁道不仅能确保当城市受到破坏时的交通，隧道本身也可以用作防空洞，这些作用已被欧美的几个城市证明了。所以也准备在奉天建造这些。
最后为了和奉天城市规划达成协调一致。当时的奉天正在根据规划建造新街坊。如果根据规划城市基本建成了，才开始考虑建造如地铁一样的快速公共交通，就会将好不容易建好的街道破坏掉，并且由于工程的难度增加还可能会增加不必要的劳动力。所以，地铁的建设最好成为城市规划的一部分从最初开始就考虑到。

### 选线
为了规划如此所产生的地铁构想，选择，制定了一组全面的地铁线网。当时在日本的地铁也只有在东京和大阪各有一条线路，根本不是“线网”的状态，所以参考了欧美的例子，并考虑奉天市中心的实际情况后选定了线路。
在当时沈阳有两个主要的城区。一个是以奉天站为中心的新市区，既是以奉天站房西侧为西端，以千代田公园（现中山公园）为东端，从大广场（现中山廣場 (瀋陽)）到满铁的铁道总局为北端的滿鐵附屬地。另外一个城区是原来的包含沈阳故宫在内的老沈阳城和旁边的旧街区，呈南北纵向较长的椭圆形。新市区主要有大学、学校和商店等与南满洲铁路的基础设施业务相关的建筑，旧街区主要有市政府、法院等机关和市场等组成的自然形成的城市。
这样的城市必然需要连接东西两侧的线路。由西郊外的牛心街作为起点，到铁西广场、奉天站、经过忠灵塔前，后从大西边门、通过老沈阳城的中心，从大东边门出，最后到达东塔、东陵的一条路线，被称作「一号线」。
然后井格化地组织路线，并逐渐扩大范围，放射化。从永信区（现滑翔附近）西郊外向东进发，到砂山南部住宅区后向北，通过南十条（现南十马路），在忠灵塔和1号线交叉，在到大广场后再向东，到达小西边门、后至东北郊外的北兴街，沈海区广场的S型线路是「二号线」；从北郊外的赛马场，经过北陵、万年街、昭安街，通过北奉天站（现辽宁总站，已停止运营），在小西边门和2号线交叉，然后向南在大西边门与一号线交叉，到达五里河子的南北向路线是「三号线」。然后从二号线的北兴街分支南下到大东边门与一号线交叉，最终到达孤家子（今浑南区浑南中路附近）的路线叫「四号线」。
在这之后，就是郊外路线。从一号线的东塔分支向东南方向进发的路线是「五号线」，从一号线的铁西广场分支向北进发的路线是「六号线」。然而由于在等待卫星城的建设的原因，这两条线路是只有交汇点和模糊路线的规划线路，并且没有确定具体的设站位置。
虽然也有架设环状线的建议，由于设施复杂等原因，包括周围部分在内的区域，乘客的密度较低，使得建设成本是不经济的，故被否定。

### 工期的确定
工期共分为三期，第一期包括一号线的牛心街 - 奉天站 - 东塔区间、二号线的南十条 - 小西边门区间、三号线的小西边门 - 昭安街区间，作为线网的基础。第二期包括一、二、三号线的其他剩余区间，并全通四号线之后建设五号线的东塔 - 三家子区间，完善市中心的路线网。第三期着手建设五号线延长线和六号线的建设。
由于地铁的工期很长，第一期计划于1942年（康德9年）开工，预计1948年（康德15年）完成。第二期预计于1953年（康徳20年）完成，第三期预计于1958年（康德25年）完成。
这个规划并不是只存留在纸面上的，而是在实地考察和测量之后制定的，为了便于立即开始建设而撰写的细致入微，并且制定了施工协议，可以看出制定者非常希望将工程继续推进。

### 地铁计划的流产
虽然这是一个可以实行将近20年的，相当严肃的规划，但在翌年的1941年，日本对美国宣战，开始了太平洋战争。和第二次日中战争一起加重了日本方面的负担。满洲虽然没有成为战场，但满洲国自身也参与了战争，地铁建设的问题就不再经常提起了。
另外，1945年8月9日苏联对日宣战，并入侵满洲国，满洲国政府和康德帝溥仪一起逃亡到朝鲜。得知日本的投降之后8月18日溥仪在朝满国境以皇帝退位的形式消失。
这个计划是以满洲国还存在为前提的计划，在这个时候已经没有实现的方式了。因此，沈阳市的这个地铁规划，就和「满洲国」、元号「康德」消失在了历史中，只留下未成线的名字。
目前继承奉天市的沈阳市，这个规划产生70年后，于2010年开通了沈阳地铁。目前，运营1号、2号、4号、9号、10号五条线路。另外，1号线、2号线和70年前所规划的一号线和三号线的路线图很相似。

## 线路规划
按上述的方式，做成了包含一号线到六号线的六条线路的规划。这其中由于五号线、六号线为远期规划路线，没有确定细致的区间。

### 一号线

#### 路线数据
- 营业区间：牛心街 - 铁西广场 - 奉天站前 - 忠灵塔前 - 大西边门 - 大东边门 - 东塔 - 东陵
- 营业里程：19.9km
- 轨距：1435mm（标准轨）
- 车站数量：16站（牛心街 - 东塔区间，包括起点和终点在内）
- 复线区间：全线
- 电气化区间：全线（直流750V，第三轨供电）

#### 站名一览
牛心街 - 励工街 - 笃工街 - 铁西广场 - 兴工街 - 奉天站前 - 忠灵塔前 - 协和大路 - 东亚街 - 大西边门 - 大西街 - 西华门 - 大东门 - 大东边门 - 长安街 - 东塔
连接奉天的东侧和西侧的路线。是计划中的第一期和第二期的建设线路的组成部分。计划于1948年（康德15年）营运牛心街 - 东塔区间，1953年（康德20年）开始营运东塔 - 东陵区间。
第一期建设的线路的所有站名都已经确定。和其他的路线的交叉比如说在忠灵塔前和二号线、大西边门和三号线、大东边门和四号线的交叉，都设计成了立体交叉。而在铁西广场与六号线，东塔与五号线的分支方式没有确定。
这是一条从西郊外到奉天站，经过新街区的中心街道千代田通，从东西方向跨越新街区，到奉天城墙的西缘，直线向东穿过奉天城，之后向东郊外进发的路线。

### 二号线

#### 路线数据
- 营业区间：永信区 - 砂山 - 南十条 - 忠灵塔前 - 小西边门 - 北兴街 - 沈海区广场
- 营业里程：17.4km
- 轨距：1435mm（标准轨）
- 车站数量：8駅（南十条 - 小西边门区间，包括起点和终点在内）
- 复线区间：全线
- 电气化区间：全线（直流750V，第三轨供电）

#### 站名一览
南十条 - 高千穗广場 - 萩町 - 忠灵塔前 - 大广場 - 加茂町 - 北市場 - 小西边門
和一号线有所交叉，平行的一条线路。是规划中的第一期和第二期的建设线路的组成部分。计划于1948年（康德15年）营运南十条 - 小西边门区间，1953年（康德20年）开始营运永信区 - 南十条和小西边门 - 沈海区广场区间。
和一号线一样，第一期建设的站名都已经确定。和其他的路线的交叉包括在忠灵塔前和一号线，小西边门和三号线。在郊外部分，计划于北兴街附近分支出四号线。
路线从南郊外横贯新街区南北。从1号线稍北进入旧街区，穿过奉天城墙的北边，到达东北的郊外。在旧街区有和一号线平行的部分，在新街区的选线和已经存在的路面电车有一部分重合。

### 三号线

#### 路线数据
- 营业区间：赛马场 - 北陵 - 万年街 - 昭安街 - 北奉天站前 - 小西边門 - 大西边門 - 五里河子
- 营业里程：10.5km
- 轨距：1435mm（标准轨）
- 车站数量：3駅（昭安街-小西边門区间，包括起点和终点在内）
- 复线区间：全线
- 电气化区间：全线（直流750V，第三轨供电）

#### 站名一览
昭安街 - 北奉天站前 - 小西边門
和东西走向的一号线正交的南北走向路线。是计划中的第一期和第二期的建设线路的组成部分。计划于1948年（康德15年）营运昭安街 - 小西边門区间，1953年（康德20年）开始营运赛马场 - 昭安街、小西边門 - 五里河子区间。
第一期建设的站名已经确定。和其他路线的交叉包括小西边门站和二号线，大西边门和一号线。小西边门可实现和二号线的直接换乘。
路线从市内的北郊外简直南下，从小西边门站经过旧街区的西缘垂直向南，向南郊外进发。是和一号线相反的完全纵线。

### 四号线

#### 路线数据
- 营业区间：北興街-大東边門-孤家子
- 营业里程：6.3km
- 轨距：1435mm（标准轨）
- 车站数量：未确定
- 复线区间：全线
- 电气化区间：全线（直流750V，第三轨供电）

是二号线的支线。计划在第二期规划建设。预计在1953年（康德20年）达到全通。和一号线到三号线不同，由于没有参与第一期规划建设，所有的站名都没有确定，只确定了路线的具体走向。
在北兴街与二号线，大东边门与一号线有相交。
路线从旧街区的东北侧的郊外延旧街区的东边缘简直南下，最后到达南郊外。将在旧街区和三号线东西相隔，平行运行。

### 五号线

#### 路线数据
- 营业区间：東塔-三家子-東南衛星城方向
- 营业里程：未确定
- 轨距：1435mm（标准轨）
- 车站数量：未确定
- 复线区间：全线
- 电气化区间：全线（直流750V，第三轨供电）

是一号线的支线，近郊路线。在规划上是第二期、第三期进行建设的线路，预计1953年（康德20年）先行开通东塔 - 三家子区间，1958年（康德25年）全线通车。由于是远期规划线路，所以终点和详细的路线没有确定下来。
该线路从东西向的一号线向东南方向倾斜分支，然后向东南郊外铺设。

### 六号线

#### 路线数据
- 营业区间：東塔-三家子-北衛星城方向
- 营业里程：未确定
- 轨距：1435mm（标准轨）
- 车站数量：未确定
- 复线区间：全线
- 电气化区间：全线（直流750V，第三轨供电）

一号线的支线，近郊路线。在规划上是第三期建设线路，预计1958年（康德25年）全线通车。和五号线一样是远期规划线路，终点和详细的路线没有确定下来。
该线路从东西向的一号线正向交叉分支，然后向北郊外铺设。

## 车库和工厂
关于车库和工厂，将在牛心街站西侧的地上部分设置「铁西车辆工厂」，兼作工厂和车库。二号线和三号线将使用联络线连接，共用一个车辆工厂，虽然希望在永信区设置车库和工厂，但是因为一期建设没有开通到永信区，故计划在南十条站的地上部分设置「砂山临时停车库」。这将是一个没有工厂设备的单独的车库。
并且，在一号线的奉天站前站和东塔站和三号线的昭安街站设置了掉头设施，在一号线的大东边门站、二号线的忠灵塔前站、二号线和三号线的小西边门站设置预留车道，可以在以后设置为地下检车线。这能省下浪费的，将列车送到远处车库的回送时间，而且另外一个优点是列车将不需要暴露在可能腐蚀车体的外部空气中。

## 列車
关于列车的编组，在第一期，第二期规划中已经确定了。使用了每次线路增加的时候都增加编组内连接的车辆数量的政策。
在地铁第一期建设中，全线路都设为2辆编组。在第二期建设初期到四号线全通为止全线路变为3辆编组。计划最终通过增加车辆，成为5辆编组的列车。为了使车辆的相连、增加和减少更容易，全部使用了电动车辆。
表定速率上，计算平均的停车时间25秒后，大约28千米/小时。